# Comuna Irkliiv, Ciornobai
Irkliiv (în ucraineană Іркліїв) este o comună în raionul Ciornobai, regiunea Cerkasî, Ucraina, formată din satele Cervonohirka, Irkliiv (reședința), Skorodîstîk și Zahorodîșce.

## Demografie
Componența lingvistică a comunei Irkliiv
     Ucraineană (96,79%)
     Rusă (2,97%)
     Alte limbi (0,13%)
Conform recensământului din 2001, majoritatea populației comunei Irkliiv era vorbitoare de ucraineană (96,79%), existând în minoritate și vorbitori de rusă (2,97%).